# いいね!(´・ω・｀)☆
『いいね！(´・ω・｀)☆』は、GReeeeNの5枚目のオリジナルアルバム。2013年6月19日にNAYUTAWAVE RECORDSから発売された。

## 解説
前作『歌うたいが歌うたいに来て 歌うたえと言うが 歌うたいが歌うたうだけうたい切れば 歌うたうけれども 歌うたいだけ 歌うたい切れないから 歌うたわぬ!?』以来、約1年ぶりとなる作品。ジャケットはFacebookで用いられる「いいね!」のアイコンがモチーフ。

## 収録曲

### CD.1
全曲 作詞、作曲:GReeeeN
1. ファンファーレ [1:40]
2. あいうえおんがく♬ [3:31]
配信限定シングル。
テレビ東京系アニメ『LINE OFFLINE サラリーマン』・『LINE TOWN』オープニングテーマ
釣りビジョン『大漁！関東沖釣り爆釣会・５代目リーダー小野瀬みらい』オープニングテーマ
中京テレビ『PS純金』オープニングテーマ
後にベストアルバム「C、Dですと!?」にも収録されている。
3. HEROES [4:15]
21stシングル。
読売テレビ・日本テレビ系ドラマ『でたらめヒーロー』主題歌
4. 恋のワールド [3:04]
5. フタリ [5:19]
6. 桜color [3:55]
19thシングル。
AOKI『スーツのAOKI』CMソング。
7. BEST FRIEND [4:35]
配信限定シングル。
『東京個別指導学院』CMソング
8. トゥルラッタッタッティオーゥイエー!!!! [3:07]
9. イカロス [3:13]
20thシングル。
カルピス『カルピスソーダ』CMソング。
10. Cooking 彼氏 [3:48]
2013年6月12日に先行配信。
11. 両親への手紙 [4:42]
損保ジャパン『ひとつになる』企業CMソング
12. 雪の音 [5:05]
18thシングル。
JR東日本『JR SKI SKIキャンペーン』CMソング

### CD.2(初回盤Aのみ)
1. オレンジ
2. 地球号
3. 歩み
4. DREAM
5. ハレルヤ!!!!
6. 愛唄
7. 恋文 〜ラブレター〜

### DVD(初回盤A、初回盤B)
Music Clips
1. 雪の音
2. 桜color
3. イカロス
4. HEROES